# Luytens Stern
Luytens Stern ist ein Roter Zwerg im Sternbild Kleiner Hund.  Mit einer Entfernung von etwas mehr als 12 Lichtjahren gehört er zu den Nachbarn in der Umgebung der Sonne. Der Stern besitzt ein Planetensystem mit zwei bekannten Exoplaneten. Benannt ist er nach dem niederländischen Astronomen Willem Jacob Luyten, der 1935 gemeinsam mit Edwin G. Ebbighausen die hohe Eigenbewegung des Sterns entdeckte.
Aufgrund seiner geringen scheinbaren Helligkeit von nur rund 9,9 mag kann Luytens Stern
nicht dem bloßen Auge beobachtet werden. Am Nachthimmel befindet er sich östlich von Prokyon und südlich von Gomeisa, den beiden hellsten Sternen im Sternbild Kleiner Hund.

## Eigenschaften
Wie alle Roten Zwerge ist Luytens Stern deutlich kleiner, masseärmer sowie lichtschwacher als die Sonne. Sein Durchmesser und seine Masse betragen weit weniger als ein Drittel als bei der Sonne. Auch die Leuchtkraft ist mit 0,27 % der Sonnenleuchtkraft sehr gering.

## Planetensystem
Die astrometrische Auswertung von Fotoplatten und Messungen zwischen 1937 und 1980 legte bereits in den 1980er Jahren nahe, dass Luytens Stern einen planetaren Begleiter besitzen könnte. Man ging dabei von einem Planeten mit entweder der 1,1-fachen, der 0,7-fachen oder der 0,4-fachen Jupitermasse aus, der entweder in 10, in 20 oder in 40 Jahren den Stern einmal umkreisen sollte. Die spätere Suche nach einem solchen Begleiter mittels der Radialgeschwindigkeitsmethode blieb jedoch erfolglos.
Im März 2017 verkündete ein Team von Astronomen um Nicola Astudillo-Defru nach Messungen mit dem Échelle-Spektrographen HARPS der Europäischen Südsternwarte (ESO) die Entdeckung von zwei Planeten um Luytens Stern. Die beiden Planeten mit den Bezeichnungen GJ 273 b und GJ 273 c haben annähernd die  2,9-fache und 1,2-fache Mindestmasse der Erde und kreisen in sehr geringer Entfernung um ihren Zentralstern. GJ 273 b benötigt rund 18,7 Tage und GJ 273 c rund 4,7 Tage für eine Umkreisung von Luytens Stern. Trotz der geringen Entfernung befindet sich der äußere Planet GJ 273 b wegen der schwachen Leuchtkraft des Sterns noch in dessen habitabler Zone.
| Planet (nach Entfernung vom Stern) | Entdeckung (Jahr) | Masse (in M⊕) | Umlaufzeit (in Tagen)  | Große Halbachse (in AE)     | Exzentrizität   |
| ---------------------------------- | ----------------- | ------------- | ---------------------- | --------------------------- | --------------- |
| GJ 273 c                           | 2017              | 1,18 ± 0,16   | 4,7234 ± 0,0004        | 0,036467 ± 0,0000002        | 0,036467 ± 0,13 |
| GJ 273 b                           | 2017              | 2,89 ± 0,27   | 18,6498 +0,0059−0,0052 | 0,091101 +0,000019−0,000017 | 0,10 +0,09−0,07 |

## Nächstgelegene Nachbarn
Luytens Stern ist nur 1,2 Lichtjahre von Prokyon entfernt, dem Hauptstern des Sternbilds Kleiner Hund, der ein Doppelsternsystem aus einem Unterriesen und einem Weißen Zwerg darstellt. Er erreichte vor 600 Jahren seine geringste Entfernung zu Prokyon und entfernt sich seither wieder allmählich von ihm. Seine größte Annäherung an die Sonne geschah vor 13.000 Jahren. Der zweitnächste Nachbar von Luytens Stern ist Ross 614, ein Doppelsternsystem aus zwei Roten Zwergen in 3,9 Lichtjahren Entfernung. Es folgen die Roten Zwerge DX Cancri und LTT 12352  in 5,5 bzw. 5,6 Lichtjahren Entfernung.
Zur näheren Umgebung von Luytens Stern gehört auch das 5,8 Lichtjahre entfernte Doppelsternsystem Sirius, das von der Erde aus gesehen der hellste Stern am Nachthimmel ist. Alle übrigen Nachbarn von Luytens Stern sind wie er selbst lichtschwache Rote Zwerge.

## Erwähnung in der Science Fiction
In der Star-Trek-Fernsehserie Star Trek: Enterprise wird Luytens Stern von einem Planeten namens P’Jem umkreist, der von vulkanischen Mönchen bewohnt wird.
Auch in dem Roman Behemoth von T. S. Orgel spielt der Stern eine Rolle, seine Planeten sind dort Ziel einer Expedition mit Generationenschiffen. 